# محوطه ورمنجه
محوطه ورمنجه مربوط به هخامنش - اوایل دوره اشکانیان است و در شهرستان کرمانشاه، بخش مرکزی، دهستان میان‌دربند، روستای ورمنجه واقع شده و این اثر در تاریخ ۱۵ دی ۱۳۸۷ با شمارهٔ ثبت ۲۴۱۳۰ به‌عنوان یکی از آثار ملی ایران به ثبت رسیده است.